# Trichocera candida
Trichocera candida är en tvåvingeart som beskrevs av Dahl 1976. Trichocera candida ingår i släktet Trichocera och familjen vintermyggor. Inga underarter finns listade i Catalogue of Life.